# Tuerta cyanopasts
Tuerta cyanopasts är en fjärilsart som beskrevs av George Francis Hampson 1907. Tuerta cyanopasts ingår i släktet Tuerta och familjen nattflyn. Inga underarter finns listade i Catalogue of Life.